# 딥 포커스

조리개 감소. 즉, f-수치의 단계별 증가. 조리개의 실제 크기는 렌즈의 초점거리에 상응한다.

딥 포커스(deep focus)는 넓은 피사계 심도를 사용한 사진/영화 촬영 기법이다. 피사계 심도는 이미지의 전후 범위를 뜻하며, 즉 선명하게 보이는 정도를 가리킨다. 딥 포커스에서 전경, 중간 지점, 배경이 모두 초점(포커스)에 위치한다.
딥 포커스는 일반적으로 조그마한 조리개를 선택함으로써 수행된다. 카메라의 조리개는 얼마나 많은 빛이 렌즈를 통해 들어오는지 결정하는데, 딥 포커스를 수행하는 일에는 밝은 씬과 긴 노출이 필요하게 된다. 광각 렌즈들 또한 이미지의 더 넓은 부분을 선명하게 보이도록 만들어준다.
딥 포커스의 반의어는 매우 얕은 심도의 영상면을 의미하는 섈로 포커스이다.

## 저명한 사용
다음의 영화, 텔레비전 프로그램들은 딥 포커스 촬영 기법을 사용한 저명한 예를 보여주고 있다:
| - 노스페라투: 공포의 교향곡 (1922) - 서부 전선 이상 없다 (1930) - 게임의 규칙 (1939) - 레베카 (1940) - 시민 케인 (1941) - 위대한 앰버슨가 (1942) - 우리 생애 최고의 해 (1946) - 상하이에서 온 여인 (1947) - 제3의 사나이 (1949) - 모두가 왕의 부하들 (1949) - 선셋 대로 (1950) - 열차 안의 낯선 자들 (1951) - 우게쓰 이야기 (1953) - 산쇼다유 (1954) - 7인의 사무라이 (1954) - 킬링 (1956) - 12인의 성난 사람들 (1957) - 악의 손길 (1958) - 정사 (1960) - 싸이코 (1960) - 밤 (1961) - 공포의 대저택 (1961) - 물속의 칼 (1962) - 태양은 외로워 (1962) - 맨츄리안 켄디데이트 (1962) - 얼굴들 (1968) | - 나는 비밀을 알고 있다 (1956) - 콰이 강의 다리 (1957) - 현기증 (1958) - 북북서로 진로를 돌려라 (1959) - 벤허 (1959) - 서부 개척사 (1962) - 아라비아의 로렌스 (1962) - 새 (1963) - 황야의 무법자 (1964) - 석양의 건맨 (1965) - 석양의 무법자 (1966) - 로즈메리의 아기 (1968) - 와일드 번치 (1969) - 시계태엽 오렌지 (1971) - 맥베스 (1971) - 아귀레, 신의 분노 (1972) - 차이나타운 (1974) - 배리 린든 (1975) - 모두가 대통령의 사람들 (1976) - 샤이닝 (1980) - 브라질 (1985) - 풀 메탈 재킷 (1987) - 쥬라기 공원 (1993) - 카지노 (1995) - 라이언 일병 구하기 (1998) - 아이즈 와이드 셧 (1999) - 피아니스트 (2002) - 피터 팬 (2003) - 해리 포터와 아즈카반의 죄수 (2004) - 뉴 월드 (2005) - 식스 핏 언더 (2001–2005) - 조디악 (2007) - 유령 작가 (2010) - 대학살의 신 (2011) - 비둘기, 가지에 앉아 존재를 성찰하다 (2014) - 팔로우 (2014) - 헤이트풀8 (2015) - 위자: 저주의 시작 (2016) - 서스페리아 (2018) - 어스 (2019) |

## 같이 보기
- 라이트 필드 카메라

## 추가 문헌
- Bordwell, David; Kristin Thompson (2003). 《Film Art: An Introduction》 Seven판. New York: McGraw-Hill.